# José Masdevall

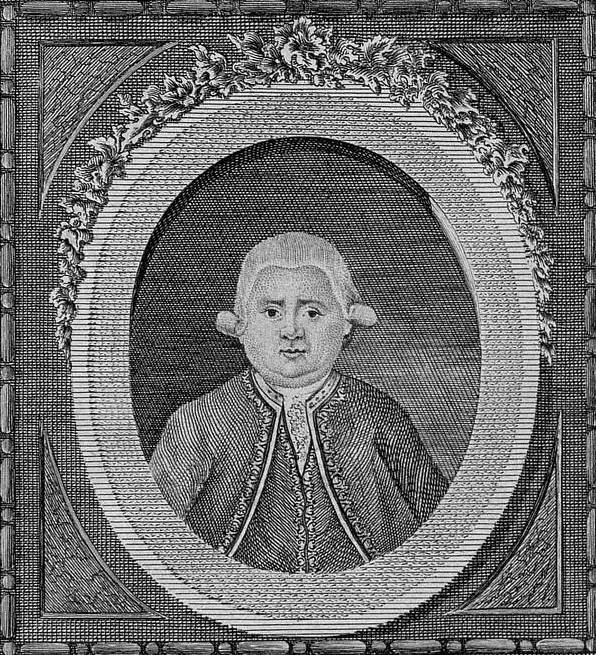
José Masdevall, grabado de Manuel Navarro para la Disertación químico-médica sobre la opiata antifebril, inventada por el Ilustre Señor Doctor D. Josef de Masdevall de Juan Sánchez y Sánchez, Málaga, 1794.

José Masdevall Terrades Llobet (Figueras, primera mitad del siglo xviii-Trujillo, 29 de junio de 1801) fue un médico español.

## Biografía
Nació en Figueras (Gerona) en la primera mitad del siglo xviii. Estudió medicina en la Universidad de Cervera y amplió conocimientos en la de Montpellier. Llegó a ser médico de cámara de Carlos III y Carlos IV, inspector de epidemias de Cataluña, presidente de la Academia de Medicina de Cartagena, socio del Real Colegio de Médicos y Cirujanos de Zaragoza y de las reales sociedades de París y Sevilla. Falleció el 29 de junio de 1801 en Trujillo (Cáceres) durante un viaje con la familia real.
Fue el inventor de la «opiata Masdevall», un remedio que empleó durante las epidemias de 1783 en Lérida y en Plana de Urgel y en 1784-1785 en Barbastro, además de por otros médicos posteriormente. Habría estado compuesta, según Antonio Hernández Morejón, por «sales de amoníaco, ajenjo, tártaro emético y quina». Este específico recibió elogios en la Gaceta de México del 27 de marzo de 1787, por los autores de efemérides de Roma —quienes le dieron a Masdevall el apodo de «ángel de la piscina»— y por Antonio Ased y Latorre en una memoria sobre la epidemia de Barbastro. Masdevall escribió en 1784, por encargo del conde de Floridablanca, un informe sobre la salubridad de las manufacturas de lana y algodón en Barcelona. También presentó en la década de 1790 un proyecto para edificar dos nuevas poblaciones en un terreno de su propiedad entre las localidades de Viure, Capmany, Vilarnadal y Pont de Molins, cerca de la frontera con Francia. El plan se paralizó con su muerte y nunca se llevó a cabo.
Los botánicos Hipólito Ruiz López y José Antonio Pavón y Jiménez le dieron en su honor el nombre de Masdevallia a un género de orquídeas.